# Tremaine (Cornouailles)
 (septembre 2023).
Pour les articles homonymes, voir Tremaine.
Tremaine est une paroisse civile et un village des Cornouailles, en Angleterre.